# この人あの人どんな人
『この人あの人どんな人』（このひとあのひとどんなひと）は、1976年10月6日から1977年3月30日までTBS系列で放送されていたTBS製作のクイズ番組である。放送時間は毎週水曜 19:00 - 19:30 （日本標準時）。

## 概要
人間関係をクイズの題材にした番組。3種類のゲーム構成となっており、第1問は女性と男性3人が登場して、3人の中から女性の恋人を当てる「Oh! カップル」。第2問は、二人のライバルが登場して二人の秘密を披露する「われらライバル」。第3問は、ゲスト歌手の関係者が登場して歌手との関係を証言する「ドッキリ証言」というものであった。
司会は横山やすし・西川きよしが、解答者は内藤国雄、萩尾みどり、沖雅也、三遊亭圓右が務めていた。

## 放送局
特記の無い限り全て放送時間は水曜 19:00 - 19:30、同時ネット。
- TBS（制作局）
- 北海道放送[2]
- 青森テレビ[3]
- 岩手放送[3]
- 東北放送[4]
- 福島テレビ[4]
- 新潟放送[5]
- 北陸放送[5]
- テレビ山梨[6]
- 信越放送[6]
- 静岡放送[6]
- 中部日本放送[7]
- 毎日放送[8]
- 山陰放送[9]
- 山陽放送[10]
- 中国放送[10]
- テレビ山口[11]
- テレビ高知[12]
- RKB毎日放送[13]
- 長崎放送[13]
- 熊本放送[13]
- 大分放送[14]
- 宮崎放送[15]
- 南日本放送[15]
- 琉球放送[16]